# Horosedly
Horosedly település Csehországban, Píseki járásban. Horosedly Nerestce, Mirovice, Lety és Zalužany településekkel határos. Lakosainak száma 153 fő (2024. január 1.).

## Népesség
A település lakosságának változását az alábbi diagram mutatja:
| Lakosok száma | 428  | 385  | 351  | 271  | 128  | 112  | 133  | 143  | 147  | 153  |
|               | 1869 | 1890 | 1921 | 1950 | 1980 | 2001 | 2017 | 2019 | 2022 | 2024 |